# Adrien Costa
Adrien Costa (* 19. August 1997 in Stanford, Kalifornien) ist ein ehemaliger US-amerikanischer Radrennfahrer.

## Sportliche Laufbahn
2013 wurde Adrien Costa zweifacher US-amerikanischer Meister, im Einzelzeitfahren sowie im Straßenrennen. 2014 und 2015 wurde er jeweils Vize-Juniorenweltmeister im Einzelzeitfahren.
2016 gewann Costa im Alter von 18 Jahren als erster US-Amerikaner in seiner 50-jährigen Geschichte das Elite-Rennen Tour de Bretagne Cycliste. Zum Ende des Jahres 2017 erklärte Costa wegen Motivationsproblemen seinen Rücktritt vom Leistungsradsport. Nach dem tödlichen Unfall seines Mannschaftskollegen Chad Young im April 2017 hatte er kein Rennen mehr bestritten.

## Studium und Unfall
Nach dem Ende seiner Radsportlaufbahn nahm Adrien Costa ein Studium in Outdoor Leadership and Tourism an der Oregon State University auf.
Am 29. Juli 2018 verunglückte Costa beim Bergsteigen in Mono County (Kalifornien). Dabei wurde sein rechtes Bein von einem 4000 Pfund schweren Felsen eingeklemmt. In der Folge musste ihm dieses Bein oberhalb des Knies amputiert werden. Sein ehemaliges Team Axeon Hagens Berman initiierte ein Spendenkampagne für ihn. Drei Monate nach dem Verlust seines Beines saß Costa schon mit einer Prothese auf dem Rad, auch ging er wieder klettern und Skifahren.

## Erfolge
2013
- US-amerikanischer Meister (Jugend) – Straßenrennen, Einzelzeitfahren

2014
- Straßenweltmeisterschaften (Junioren) – Einzelzeitfahren
- Gesamtwertung und zwei Etappen Tour du Pays de Vaud
- eine Etappe Tour de l’Abitibi

2015
- Straßenweltmeisterschaften (Junioren) – Einzelzeitfahren
- Gesamtwertung und zwei Etappen Tour du Pays de Vaud
- Gesamt und zwei Etappen Tour de l’Abitibi
- eine Etappe Course de la Paix Juniors (Junioren)

2016
- Gesamtwertung und eine Etappe Tour de Bretagne Cycliste
- Bergwertung Rhône-Alpes Isère Tour
- eine Etappe Tour des Pays de Savoie
- Bergwertung und Nachwuchswertung Tour of Utah
- eine Etappe Tour de l’Avenir

## Teams
- 2016 Axeon Hagens Berman
- 2016 Etixx-Quick Step (Stagiaire)
- 2017 Axeon Hagens Berman